# Marianne Camasse
Marie Jeanne Françoise, dite Marianne Camasse, comtesse de Forbach, née le 2 septembre 1734 à Strasbourg, et décédée le 1er décembre 1807 à Paris, est une danseuse, écrivaine et salonnière française qui devint l'épouse morganatique du duc Christian IV de Deux-Ponts-Birkenfeld.

## Biographie

### Comédienne
Elle grandit dans une famille d’artistes. Ses parents, Jean-Baptiste et Éléonore Roux, « jouent la comédie à Strasbourg dans les années 1730 », puis, en 1738, rejoignent la troupe de théâtre de Lunéville auprès du duc de Lorraine, Stanislas Leszczyński, roi de Pologne déchu et beau-père du roi Louis XV.
Leurs enfants baignent dans l’univers des arts. Marianne danse et joue aussi la comédie. Mais son destin change en 1750, à la suite de sa rencontre avec Christian IV, duc de Deux-Ponts. Elle est engagée comme danseuse à Mannheim, résidence de l'Électeur Palatin Charles-Théodore. Cousin et héritier fort populaire dudit Électeur, le duc de Deux-Ponts, joli prince de 28 ans, qui s'éprend de la jolie danseuse de 16 ans, bientôt orpheline.

### Mariage d'amour
En contradiction avec les lois de l'Empire (gemeines Fürstenrecht ou common law princière) et des usages de son temps, Christian IV épouse Marianne Camasse en 1751. Le couple aura 6 enfants, qui selon les lois successorales de l'Empire, seront considérés comme non dynastes.

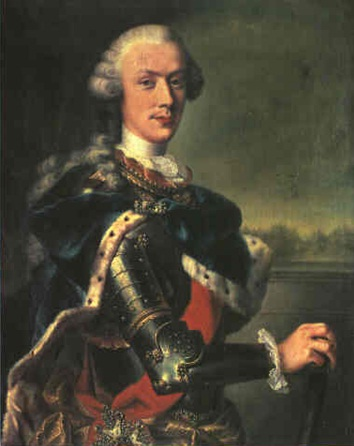
Le duc Christian IV.

- Christian, comte puis marquis de Forbach, chevalier de Deux-Ponts (1752-1817) épouse en 1783 Adélaïde de Béthune-Pologne (1761-1823) - d'où 3 filles.
- Philippe-Guillaume Comte de Forbach, chevalier de Deux-Ponts (1754-1807) épouse en 1780 Adélaïde de Polastron (1760-1795), sœur de la duchesse de Polignac - d'où deux garçons sans postérité survivante et deux filles.
- Caroline, comtesse de Forbach (1755-1806), qui épouse en 1771 César-François de Lantalut, marquis du Plessis.
- Charles-Louis, comte de Forbach (1759-1763).
- Elisabeth Auguste, comtesse de Forbach (1766-1836), qui épouse en 1786 François-Esprit, marquis du Chatellier-Dumesnil du Pully (+ 1790).
- Jules Auguste (1771-1773).

Ne pouvant cependant donner son rang à sa femme, le duc la fait titrer, avec l'aide d'amis puissants, le roi Louis XV de France et le beau-père de celui-ci, le roi Stanislas, comtesse de Forbach en 1757. Située dans le Duché de Lorraine, la terre de Forbach est contiguë au Duché de Palatinat-Deux-Ponts. Elle devint française en 1766 à la mort de Stanislas.
Marie-Anne, dont le charme et l'intelligence étaient reconnus, s'entoure d'artistes et d'intellectuels. Denis Diderot, qui lui était dévoué, reçut d’elle, vers 1772, un Essai sur l’éducation qu’elle avait rédigé de sa main. Parce qu’en effet, elle avait donné 6 enfants à son époux, Mme de Forbach se croyait à bon droit pourvue d’une certaine expérience maternelle et pédagogique dont elle entendait faire profiter son illustre ami. Après avoir lu ces pages, Diderot y répondit par une lettre théorique importante que Naigeon a publiée pour la première fois, sans date, en 1799.

### La mort du duc
Le duc mourut en 1775 et, ses enfants n'étant pas dynastes, c'est son neveu Charles II Auguste de Deux-Ponts qui lui succéda. Marie-Anne de Forbach se retira à Paris où elle fréquenta de nombreux artistes et personnalités de son époque. Elle fut proche de Louis XV auquel elle devait son titre de comtesse, et, dans un second temps, en tant que princesse Allemande dotée d'un charme reconnu, de Marie-Antoinette. Elle occupa aussi régulièrement son château à Forbach.
Elle mena une vie culturelle remarquable ; elle recevait bon nombre d'écrivains de son époque et possédait une riche bibliothèque.
En 1792, son fils aîné, qui s'était distingué pendant la guerre d'indépendance américaine, reçut du roi Louis XVI de France le titre de marquis auquel il renonça quand son cousin le duc Charles II Auguste de Deux-Ponts lui accorda le titre de chevalier de Deux-Ponts.

### La Révolution française et le duché de Deux-Ponts

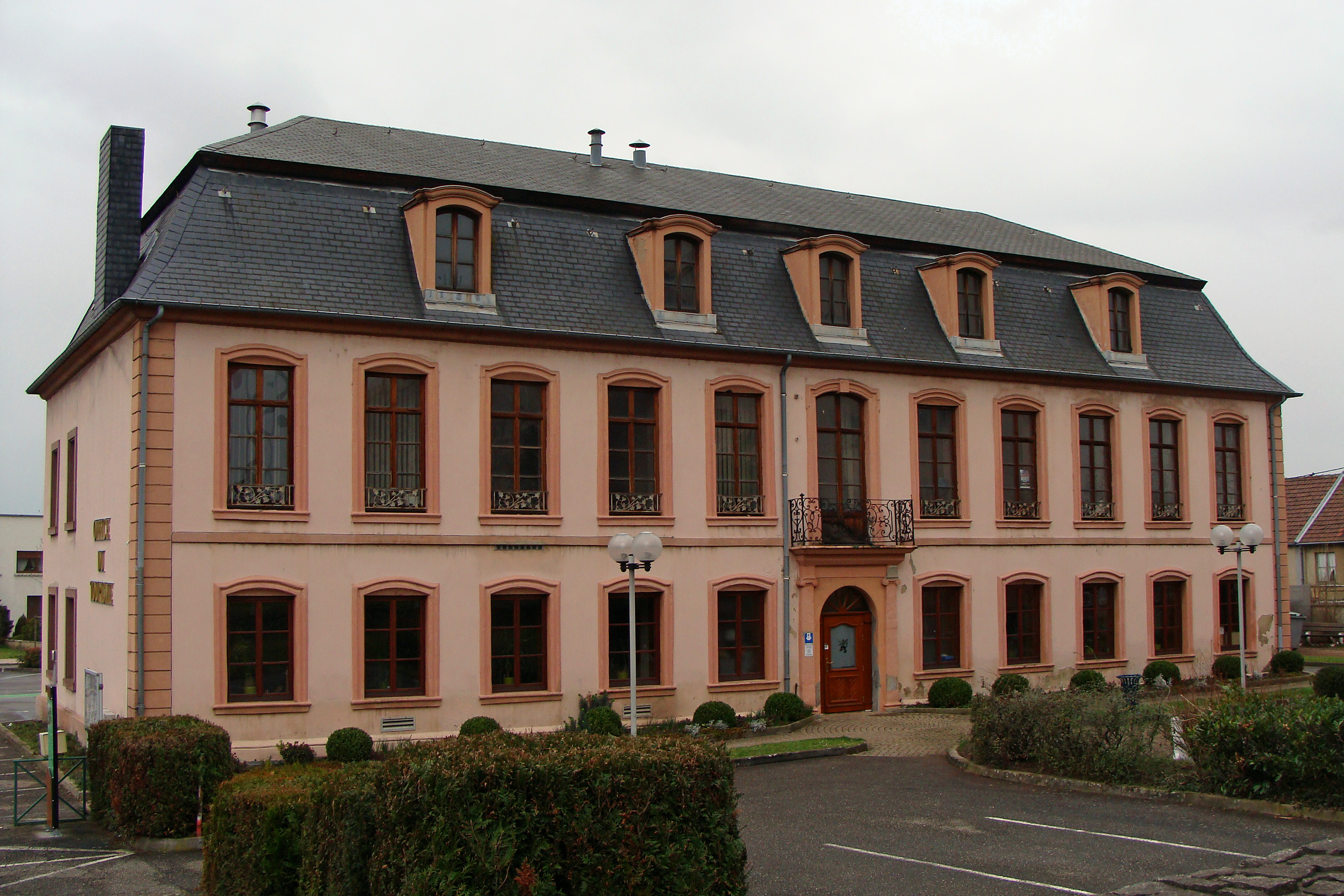
Le château de la comtesse à Forbach (état actuel).

La comtesse de Forbach presque sexagénaire, après s'être revendiquée de la nationalité de son mari pour se protéger, n'eut d'autre choix que d'émigrer en 1793. Son château et ses biens furent déclarés "Biens nationaux".
Le duché de Deux-Ponts fut annexé la même année 1793 par les armées de la Révolution française. Le duc Charles II, à son tour héritier des électorats de Palatinat et de Bavière, échappa de peu à la guillotine mais mourut quelques mois plus tard. C'est son frère et héritier Maximilien qui, à la mort du vieil électeur Charles-Théodore en 1799, hérita de l’électorat de Bavière (le Palatinat ayant été annexé par la France). En 1805, la Bavière sera élevée au rang de royaume par Napoléon Ier. Maximilien en sera le premier roi et le fondateur de la Maison royale de Bavière.
Marie-Anne Camasse, comtesse de Forbach, est donc la tante du premier roi de Bavière et la grand-tante de la fille du roi, Augusta-Amélie de Bavière qui épousa en 1806 Eugène de Beauharnais, fils adoptif de l'empereur des Français, et saura faire valoir ce rapprochement.
En effet, Marie-Anne de Forbach revint à la cour de l'impératrice Joséphine, la mère du prince Eugène de Beauharnais, qui l'aidera à consolider son important patrimoine.
Marie-Anne de Forbach mourut à Paris le 1er décembre 1807 à l'âge de 73 ans.

## Œuvres
- Essai sur l'éducation.

## Quelques amis

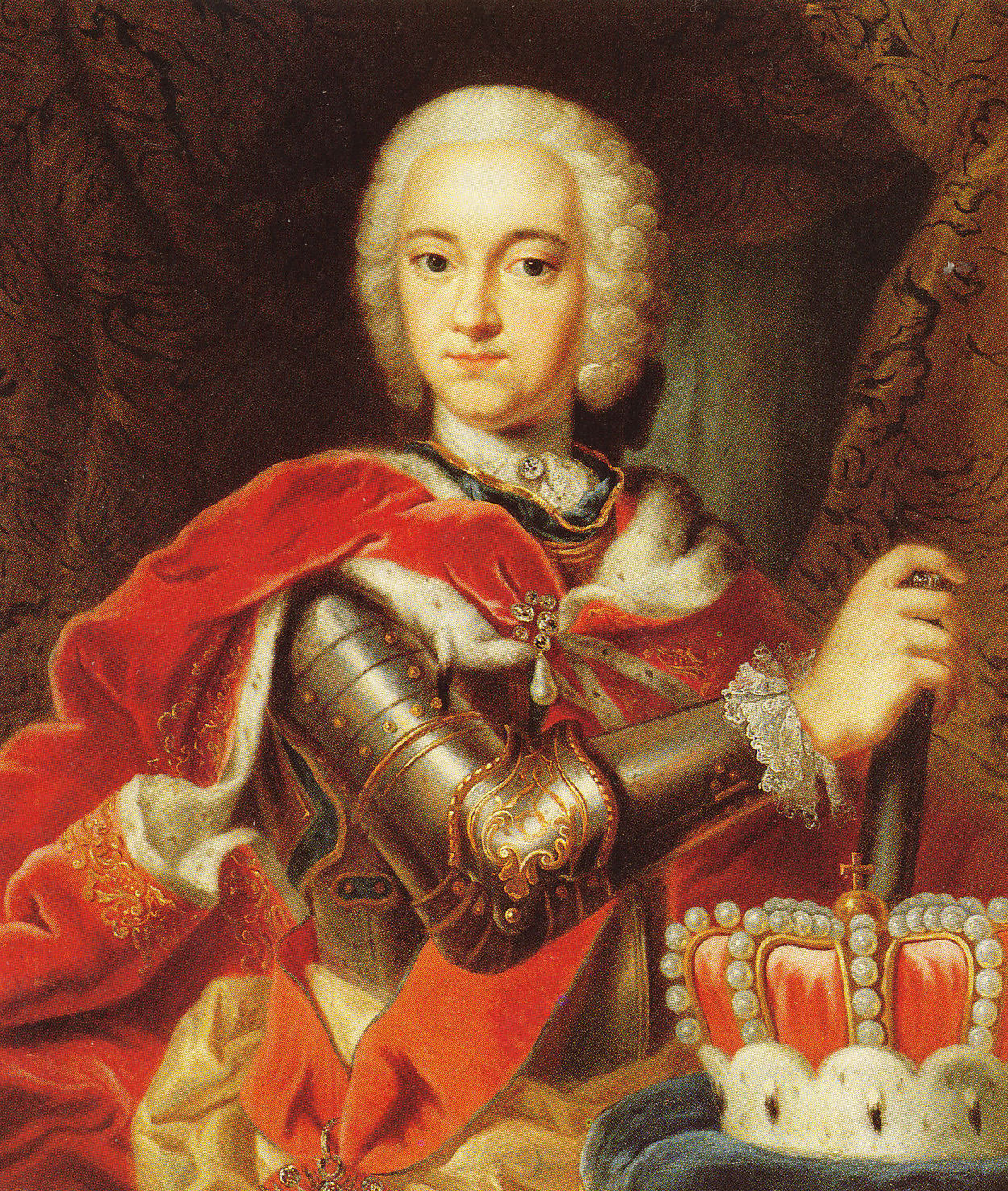
L'électeur Charles-Théodore. Marianne Camasse était une ballerine du corps de ballet de sa cour quand elle fut remarquée par le duc de Deux-Ponts.
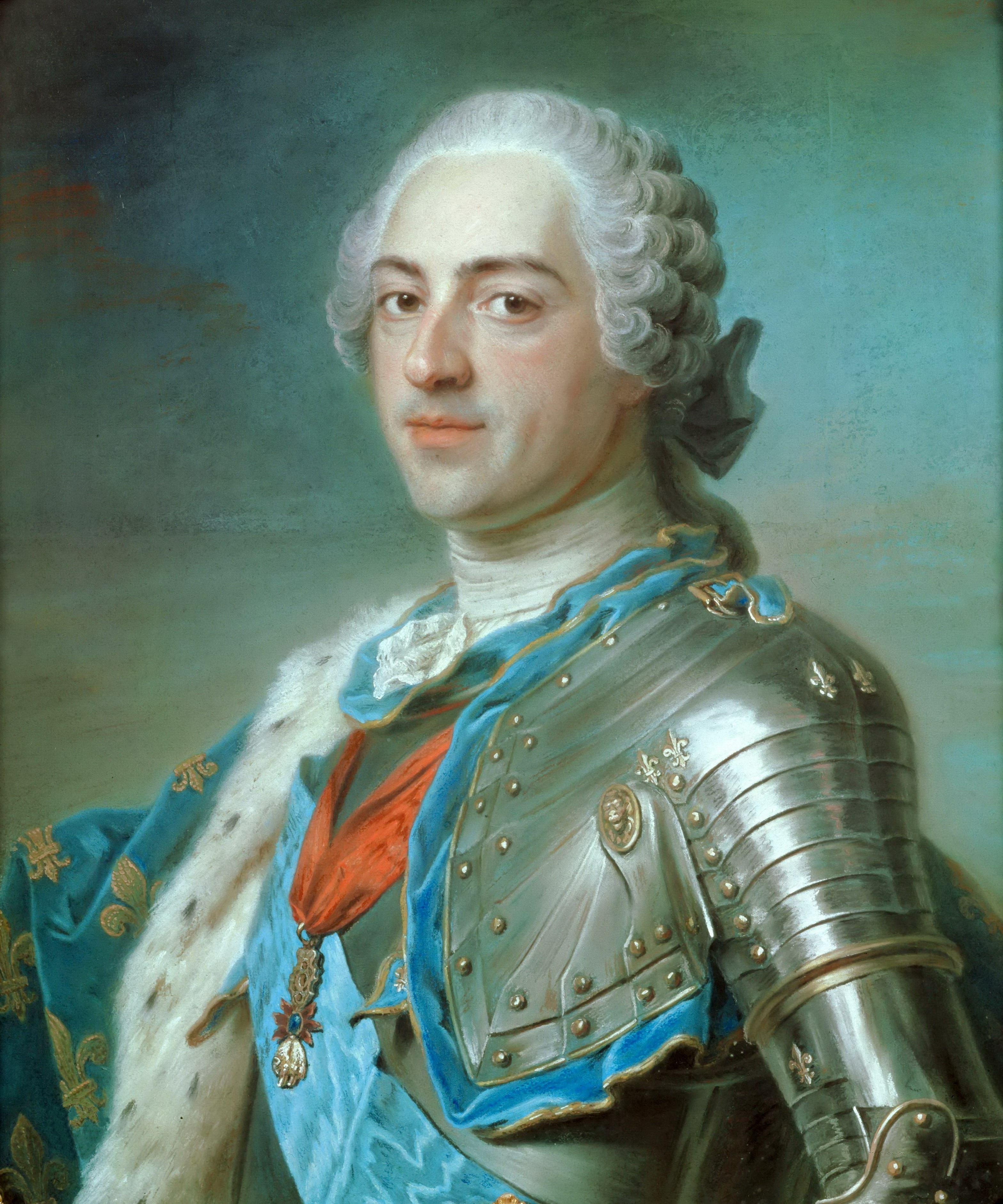
Louis XV, roi de France et de Navarre fit anoblir la jolie danseuse par son beau-père qui lui donna le titre de comtesse de Forbach, noblesse qui permit à l'intéressée d'être introduite dans les milieux curiaux.
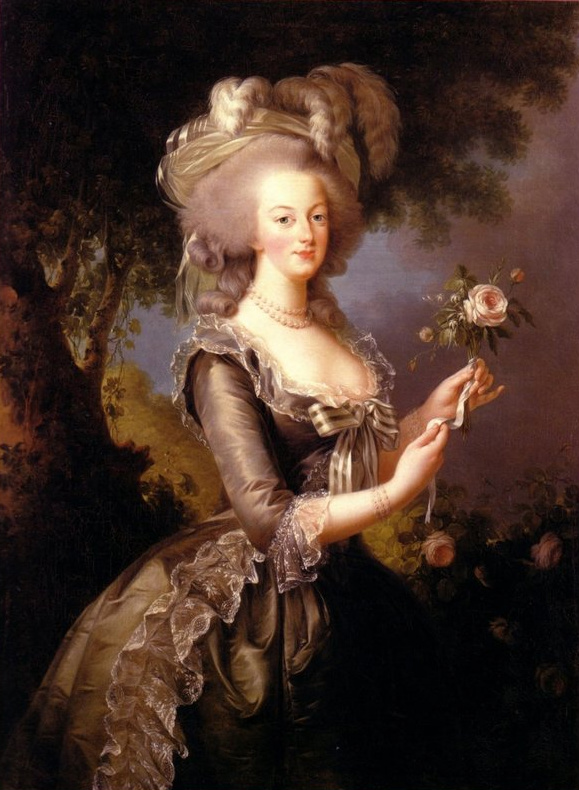
Marie-Antoinette, reine de France et de Navarre, aimant les personnes ayant de la grâce, du charme et de l'humour ne pouvait qu'apprécier la comtesse de Forbach
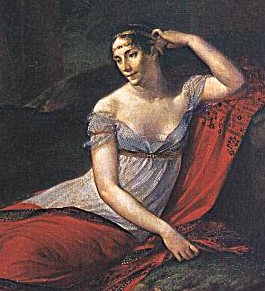
Joséphine, impératrice des Français, rallia à Napoléon les membres de l'Ancien Régime. Son fils, adopté par Napoléon, devint, par son mariage  un neveu par alliance de la comtesse de Forbach.